# Philip Bearcroft
Philip Bearcroft, DD (1695 - 1761) est un ecclésiastique et un antiquaire anglais . 

## Origines
Il est né à Worcester le 21 février 1695 (bien que certaines sources disent à tort le 1er mai 1697), l’aîné des enfants de Philip Bearcroft et de sa femme Elizabeth Ford. Les Bearcrofts de Worcester appartiennent à une ancienne famille de gentilshommes terriens établis à Mere Hall, dans la paroisse de Hanbury . Il fait ses études à la Charterhouse School, dont il est élu membre sur la nomination de Lord Somers en juillet 1710 . Le 17 décembre 1712, il est inscrit à Hertford College, à Oxford, où il obtient son baccalauréat en 1716. En 1717, il devient stagiaire et, en 1719, membre du Merton College, année de sa maîtrise. Il obtient les diplômes de BD et de DD en 1730. 

## Carrière
Il est ordonné diacre en 1718 à Bristol et prêtre en 1719 à Gloucester . En 1724, il est nommé prédicateur à la Chartreuse, vicaire d'Elham (Kent) en 1731, aumônier honoraire du roi en 1738, secrétaire de la Société pour la propagation de l'Évangile à l'étranger en 1739, recteur de Stourmouth, dans le Kent, en 1743, et maître de la chartreuse, le 18 décembre 1753. En 1755, il est nommé chanoine dans Cathédrale Saint-André de Wells . Il est mort le 17 octobre 1761 . 

## Famille
Le 4 mars 1730, il épouse Elizabeth Lovegrove, veuve d'un homme appelé Roberts et ils ont trois fils: Philip, né en 1731, Edward, né en 1737, devenu avocat et député de premier plan, et William, né en 1740. Après la mort d'Elizabeth, le 18 octobre 1753, il épouse Mary Coventry, veuve d'Henry Barker et fille de Thomas Coventry, frère de William Coventry (5e comte de Coventry). 

## Travaux littéraires
En 1737, il publie Un compte rendu historique de Thomas Sutton, Esquire, et de sa fondation dans Charter House  qui fournit l'essentiel de la matière de l'histoire de Robert Smythe en 1808. Il avait également l’intention de publier un recueil des règles et des ordres de la Chartreuse, mais les gouverneurs l’en ont empêché, certains extraits n’étant imprimés que dans un pamphlet de format quarto et distribués aux officiers de la maison . Dans Nichols Bowyer, Bearcroft est décrit comme "un homme digne, mais sans grand talent pour l'écriture". Certains de ses sermons ont été publiés, avant et après sa mort, et treize discours sur des sujets moraux et religieux ont été publiés dans Relics of the Sacred Ministry en 1835. 